# 安東尼夫卡 (盧茨克市鎮)
50°43′59″N 25°8′55″E / 50.73306°N 25.14861°E
安東尼夫卡（羅馬化：Antonivka）是烏克蘭西部沃倫州盧茨克區盧茨克市鎮的村莊，面積1.4平方公里，海拔高度213米，2001年人口274，人口密度每平方公里195.71人。